# Henrik Stephansen
Henrik Victor Stephansen, né le 6 août 1988 à Copenhague, est un rameur danois.

## Biographie
Lors des Championnats du monde d'aviron 2011, Henrik Stephansen remporte l'épreuve du skiff poids légers devant l'italien Pietro Ruta et le Néo-zélandais Duncan Grant.

### Championnats du monde
- 2011 à Bled, Slovénie
  -  Médaille d'or en skiff poids légers
- 2012 à Plovdiv, Bulgarie
  -  Médaille d'or en skiff poids légers
- 2013 à Chungju, Corée du Sud
  -  Médaille d'or en skiff poids légers